# Scribus
Scribus est un logiciel de publication assistée par ordinateur (PAO), distribué sous licence libre GNU GPL. Basé sur le framework multiplateforme Qt, il fonctionne nativement sur les systèmes UNIX, Linux, Mac OS X, Windows et OS/2. Il fournit un large éventail de fonctionnalités de mise en page, comparable aux principales applications professionnelles, telles que QuarkXPress, Adobe InDesign ou Affinity Publisher.
Il permet de créer des présentations animées et interactives, des formulaires PDF, des dépliants, des plaquettes, des livres et des magazines, et tout type de document destiné à être imprimé ou à être visualisé sous forme numérique.
En France, le logiciel est intégré à la liste des logiciels libres préconisés par l’État dans le cadre de la modernisation globale de ses systèmes d’informations (SILL) ; de même, au Canada, aux logiciels et ressources numériques libres pour l'enseignement supérieur.

## Fonctionnalités
Scribus permet de réaliser des impressions de qualité professionnelle et prend en charge les formats d'image les plus courants, y compris le Scalable Vector Graphics (SVG), la séparation des couleurs, la quadrichromie (CMJN) et les tons directs ainsi que les profils colorimétriques ICC. Il peut générer des fichiers Portable Document Format (PDF) de plusieurs moutures. Il intègre un moteur de scripts en Python. Son interface graphique est disponible en de nombreuses langues.
L'impression est réalisée à partir de son propre pilote interne PostScript de niveau 3, y compris le soutien pour l'incorporation des polices et des sous-ensembles avec TrueType, Type 1 et OpenType. Le pilote interne prend en charge aussi les constructions PostScript de niveau 2.
Il prend en charge les PDF gérant la transparence, le chiffrement et un grand ensemble de la spécification PDF 1.4, ainsi que PDF/X-3, y compris les champs de formulaire interactifs PDF, les annotations et les signets.
Scribus utilise une instance de XML, le SLA, comme format natif de document. Le texte peut être importé à partir de documents textes OpenDocument, ainsi que les formats Open/Libre Office Writer, HTML et Microsoft Word (bien que certaines restrictions s'appliquent). Les fichiers ODT peuvent généralement être importés avec leurs styles, qui sont ensuite gérés par le logiciel.
La version 1.5 de Scribus importe les fichiers de format RTF ainsi que XTG de QuarkXPress, IDML et IDXML de Adobe InDesign, PUB de Microsoft Publisher et VSD, VXD, VSDX de Microsoft Visio.
En raison d'incompatibilité de licences, le logiciel n'inclut pas le support du système Pantone (PMS), qui est souvent inclus dans les applications commerciales de PAO. Néanmoins, il existe des moyens légaux pour intégrer les couleurs Pantone dans Scribus. Il s'agit de transformation de fichiers EPS à une palette de couleurs qui peut être utilisée dans Scribus. Il faut surtout mentionner que Scribus intègre une liste sans cesse croissante de palettes de couleurs libres ou mises à disposition par des entreprises du secteur de la gestion des couleurs.
Bien que Scribus prenne en charge l'encodage de caractères Unicode, il ne prend pas en charge le rendu complexe des langues composées de symboles ou diacritiques complexes comme les scriptes indo-aryens et ne peut donc pas être utilisé avec les caractères Unicode pour les textes en arabe, hébreu, hindi et dans les systèmes d'écriture asiatiques,.

## Participation au Libre Graphics Meeting
L’équipe des développeurs de Scribus se réunit chaque année durant le Libre Graphics Meeting.

## Versions
| Ordre | Date de sortie   | Version   | Branche       | Notes                                                 |  |
| ----- | ---------------- | --------- | ------------- | ----------------------------------------------------- |  |
| 1     | 9 juin 2001      | 0.3       | Développement | Première version en date trouvée par archive.org      |  |
| 2     | 16 juin 2003     | 1.0       | Stable        | Première version stable                               |  |
| 3     | 28 août 2004     | 1.2.0     | Stable        | Première version stable de la série 1.2.x.x           |  |
| 4     | 15 juillet 2005  | 1.3.0     | Développement | Première version fonctionnant sur Windows et Mac OS X |  |
| 5     | 10 novembre 2006 | 1.3.3.5   | Stable        | Première version stable de la série 1.3.x.x           |  |
| 6     | 9 janvier 2007   | 1.3.3.7   | Stable        | Première version fonctionnant sur OS/2                |  |
| 7     | 15 mars 2007     | 1.3.3.8   | Stable        |                                                       |  |
| 8     | 30 mai 2007      | 1.3.4     | Développement |                                                       |  |
| 9     | 8 janvier 2008   | 1.3.3.10  | Stable        |                                                       |  |
| 10    | 11 janvier 2008  | 1.3.3.11  | Stable        |                                                       |  |
| 11    | 23 juin 2008     | 1.3.3.12  | Stable        |                                                       |  |
| 12    | 15 avril 2009    | 1.3.3.13  | Stable        |                                                       |  |
| 13    | 20 avril 2009    | 1.3.5     | Développement |                                                       |  |
| 14    | 4 juin 2009      | 1.3.5 RC2 | Développement |                                                       |  |
| 15    | 6 juillet 2009   | 1.3.5 RC3 | Développement |                                                       |  |
| 16    | 8 novembre 2009  | 1.3.5.1   | Développement |                                                       |  |
| 17    | 28 janvier 2010  | 1.3.3.14  | Stable        | version finale de la série 1.3.3.x                    |  |
| 18    | 22 mars 2010     | 1.3.6     | Développement |                                                       |  |
| 19    | 5 juin 2010      | 1.3.7     | Développement |                                                       |  |
| 20    | 23 juillet 2010  | 1.3.8     | Développement |                                                       |  |
| 21    | 30 novembre 2010 | 1.3.9     | Développement |                                                       |  |
| 22    | 18 février 2011  | 1.4.0 RC1 | Développement |                                                       |  |
| 23    | 8 mars 2011      | 1.4.0 RC2 | Développement |                                                       |  |
| 24    | 27 mars 2011     | 1.4.0 RC3 | Développement |                                                       |  |
| 25    | 30 mai 2011      | 1.4.0 RC4 | Développement |                                                       |  |
| 26    | 19 octobre 2011  | 1.4.0 RC6 | Développement |                                                       |  |
| 27    | 1er janvier 2012 | 1.4.0     | Stable        |                                                       |  |
| 28    | 30 avril 2012    | 1.4.1     | Stable        |                                                       |  |
| 29    | 14 janvier 2013  | 1.4.2     | Stable        |                                                       |  |
| 30    | 31 juillet 2013  | 1.4.3     | Stable        |                                                       |  |
| 31    | 29 mai 2014      | 1.4.4     | Stable        |                                                       |  |
| 32    | 30 janvier 2015  | 1.4.5     | Stable        |                                                       |  |
| 33    | 22 mai 2015      | 1.5.0     | Développement | Import des documents MS Publisher et MS Visio         |  |
| 34    | 11 janvier 2016  | 1.4.6     | Stable        |                                                       |  |
| 35    | 14 février 2016  | 1.5.1     | Développement |                                                       |  |
| 36    | 17 mai 2016      | 1.5.2     | Développement |                                                       |  |
| 37    | 22 mai 2017      | 1.5.3     | Développement |                                                       |  |
| 38    | 30 avril 2018    | 1.4.7     | Stable        |                                                       |  |
| 39    | 30 avril 2018    | 1.5.4     | Développement |                                                       |  |
| 40    | 5 mars 2019      | 1.4.8     | Stable        | version finale de la série 1.4.x                      |  |
| 41    | 2 août 2019      | 1.5.5     | Développement |                                                       |  |
| 42    | 11 novembre 2020 | 1.5.6     | Développement |                                                       |  |
| 43    | 14 novembre 2020 | 1.5.6.1   | Développement |                                                       |  |
| 44    | 25 avril 2021    | 1.5.7     | Développement |                                                       |  |
| 45    | 23 janvier 2022  | 1.5.8     | Stable        | version finale de la série 1.5.x                      |  |
| 46    | 1er janvier 2024 | 1.6.0     | Stable        |                                                       |  |
| 47    | 7 janvier 2024   | 1.6.1     | Stable        |                                                       |  |
| 48    | 15 juin 2024     | 1.6.2     | Stable        |                                                       |  |
| 49    | 8 janvier 2025   | 1.6.3     | Stable        |                                                       |  |
| 50    | 25 janvier 2025  | 1.7.0     | Développement |                                                       |  |